# Arthur Agarde
Arthur Agarde (Foston, 1536 — 22 de agosto de 1615) foi um antiquário inglês.

## Biografia
Agarde nasceu em Foston, Derbyshire, formou-se em Advocacia, mas foi contratado para trabalhar na Fazenda pública como escrivão.
Sob a autoridade de Anthony Wood, tem-se afirmado que foi nomeado por Sir Nicholas Throckmorton para ser deputy-chamberlain em 1570, e que ocupou este cargo por quarenta e cinco anos. Sua patente de nomeação, no entanto, preservado no Rolls Office, prova que sucedeu um tal de Thomas Reve no posto, em 11 de julho de 1603. Com seus amigos, Sir Robert Cotton e William Camden, foi um dos membros originais da Sociedade de Antiquários. Passou a maior parte do tempo, em seu trabalho, a catalogar os registros e documentos do Estado, e fez um estudo especial do Domesday Book, preparando uma explicação dos seus termos mais obscuros.
Thomas Hearne, em sua "Coleção de Discursos Curiosos escritos por Eminentes Antiquários" (Oxford, 1720), inclui seis realizados por Agarde sobre temas como a origem do Parlamento, a antiguidade dos condados, a autoridade e os privilégios dos arautos, etc. Agarde morreu em 22 de agosto de 1615 e foi enterrado no claustro da Abadia de Westminster. Em seu túmulo está inscrito Recordorum regiorum hic prope depositorum diligens scrutator. Deixou em testamento, para a Fazenda pública, todos os seus documentos relativos a esse tribunal, e ao seu amigo, Sir Robert Cotton, seus outros manuscritos, no total de vinte volumes, a maioria dos quais estão agora no Museu Britânico.
Agarde casou em alguma data após 8 de fevereiro de 1570, com Margaret, filha de George Butler de Sharnbrook, Bedfordshire